# پنیر تیکا
پنیر تیکا (به انگلیسی: Paneer tikka) یا پنیر سولا (به انگلیسی: Paneer Soola) یا چنا سولا یک غذای هندی است که از تکه‌های پنیر ادویه زده و برشته شده در تنور تهیه می‌شود. این غذا یک جایگزین گیاهی برای تیکای مرغ و سایر غذاهای گوشتی است. پنیر تیکا یک غذای محبوب است که به‌طور گسترده در هند و کشورهای دارای مهاجر هندی در دسترس است.